# The Revenge of Frankenstein
The Revenge of Frankenstein este un film de groază britanic din 1958 din seria Hammer. Este regizat de Terence Fisher cu actorii Peter Cushing și Christopher Lee.  În SUA, a avut premiera în iunie  1958 ca o dublă lansare împreună cu  Curse of the Demon.

## Distribuție
- Peter Cushing - Doctor Victor Stein
- Francis Matthews - Doctor Hans Kleve
- Eunice Gayson - Margaret
- Oscar Quitak - hunchback Karl, the "dwarf"
- Michael Gwynn - Karl in his new body
- John Welsh - Bergman
- Lionel Jeffries - Fritz
- Richard Wordsworth - Up Patient
- Charles Lloyd-Pack - President of the Medical Council
- George Woodbridge - Janitor
- Michael Ripper - Kurt

## Legături externe
- The Revenge of Frankenstein la Internet Movie Database
- The Revenge of Frankenstein la TCM Movie Database

## Vezi și
- 1958 în film
- Listă de filme de groază din 1958
- Listă de filme britanice din 1958
- Listă de filme cu Frankenstein